# Otto Julius Georg Johannsen
Otto Julius Georg Johannsen (12. september 1827 – 5. september 1902 i København) var en dansk officer, bror til C.G.W. Johannsen og far til Fritz, Helene og Wilhelm Johannsen.
Han var søn af amtmand Friedrich Johannsen og hustru Ida Sophie Antoinette født Petersen og gjorde karriere i Hæren. Under den Anden Slesvigske Krig 1864 var Johannsen som premierløjtnant ved 2. bataljon, 8. kompagni. I 1868 stod han ifølge Haandbog for Hæren som kaptajn i Helsingør som chef for 3. bataljons 1. kompagni. Han var da blevet Ridder af Dannebrog. I håndbogen for 1890 nævnes han som oberstløjtnant og chef for 32. Bataljon i Haderslev. Han sluttede sin karriere som oberst. Han var Dannebrogsmand og bar Erindringsmedaljen for Krigen 1864.
Johannsen ægtede 19. maj 1854 Anne Margrethe Dorothea "Doris" Ebbesen (13. maj 1832 i Svenstrup på Als - 2. maj 1874 i Helsingør), datter af amtsprovst Frederik Ebbesen (1768-1836) og Birgitte Margrethe Ahlmann (1801-1879).
Han har efterladt arkivalier, som belyser slægtens historie og hans oplevelser under krigen.